# نجوى وهيبة
نجوى وهيبة (مواليد طرابلس، ديسمبر 1991) المتحدثة باسم المجلس الرئاسي الليبي منذ أبريل 2021 وهي أول امرأة تعين كمتحدثة رئاسية في ليبيا.
متحصلة على ماجستير في إدارة النزاع والعمل الإنساني من دولة قطر 2020، وليسانس أدب فرنسي من جامعة طرابلس.
عملت صحفية ومراسلة ومذيعة في التلفزيون والإذاعة منذ عام 2009 حيث كان أول عمل إذاعي لها عبر راديو الليبية في طرابلس.
حاورت شخصيات ليبية بارزة بينهم رئيس المؤتمر الوطني العام (البرلمان) نوري أبو سهمين عام 2013. مبعوث الأمين العام للأمم المتحدة إلى ليبيا طارق متري 2013، رئيس المجلس الأعلى للدولة عبد الرحمن  السويحلي عام 2017، وعدد من سفراء الدول الأوروبية في طرابلس.
لها أبحاث عن العدالة الانتقالية والمصالحة وهي ناشطة في مجال حماية البيئة في ليبيا وهي أحد مؤسسي منظمة أكسجين لحماية البيئة الناشطة مع المدارس في مجال التقليل من التلوث بالبلاستيك والمطالبة بوقف استهلاك أكياس البلاستيك.